# Marinula parva
Marinula parva är en snäckart som först beskrevs av William Swainson 1855.  Marinula parva ingår i släktet Marinula och familjen dvärgsnäckor. Inga underarter finns listade i Catalogue of Life.